# 曾蘭春
曾蘭春（?—?），字香谷。福建省興化府莆田縣北西湖滨（今荔城区镇海街道）人，清朝政治人物。

## 生平
光緒十九年（1893年）福建乡试林旭榜举人，光緒二十九年（1903年）癸卯科三甲第141名進士。同年閏五月，著交吏部掣签分发各省，以知县即用。任江西分宜县知县。
曾蘭春精通中医眼科，有祖傳秘方。工书法，善小楷。